# 澳洲工業關係委員會
澳洲工業關係委員會，是澳洲聯邦政府為處理勞工糾紛而設立的一個獨立仲裁機關。現時履行着澳洲聯邦政府於1996年通過的工作場所法例而賜于的法定仲裁權力。在澳洲勞工法例當中，這個委員會佔據着一個無可替代的重要地位。雖然委員會只是一個仲裁機關、沒有行使司法的權力，但由於歷代委員會的主席和部份委員均是法官，而委員會必須根據法例行使它應有的權力，所以進行會議的地點通常都是在法庭內進行。

## 角色
澳洲工業關係委員會的職責包括：
- 對某些行業的僱員設立最低工資和最低工作環境；標準的工作條件大約有二十至三十項，長四十頁左右；
- 委員會亦有權處理工會或個別員工與資方之間所達成的集體談判協議；
- 正式與工會設立註冊機制；[5]
- 處理工會與工會之間的分界爭拗；
- 處理不公平解僱、裁員個案；[1]

## 歷史

### 1904-1956年

#### 聯邦調解仲裁法庭
澳洲工業關係委員會的起源可追溯到1904創立的聯邦調解仲裁法庭。1904年，澳洲聯邦議會的調解仲裁法例通過後，聯邦調解仲裁法庭成立。聯邦調解仲裁法庭最初負責處理和裁決澳洲所有省份的工業糾紛、和頒下加薪裁決。法庭被賦予詮釋和執行加薪裁決的司法權力。法庭亦有權處理工業關係法例以內的民事和刑事案件。第一位主席是澳洲最高聯邦法院的理察·奧干納法官。
由於澳洲各省已經建立了本身的仲裁委員會，這個情況令到聯邦調解仲裁法庭初期收到的個案不多，五年內只處理了六宗個案。早期處理的《哈維斯打判決》引入了所謂「基本生活薪水」的概念，和把每週標準工時設定為四十八小時。
但由於漏洞的關係，頒下的加薪裁決雖然是跨行業的裁決、牽涉面廣泛，但除非每位僱員都告上法庭，否則加薪裁決不能真正實施。
1926年，聯邦調解仲裁法庭進行改革，在聽取基本工資和每週標準工時的個案時，主席和多位成員指定由法官當上，令到在實際運作上，須要由全體最高法院法官列席。另一項改革，是引入了調停官的角色。
仲裁法庭的角色在政治上一向都很敏感和具爭議性。1929年，如果前總理曉士沒有倒弋投反對票的話，在任的布魯斯總理便可成功廢除這個仲裁法庭。布魯斯總理這一着，令他非常不受澳洲人歡迎，他亦因此成為首位受選民唾棄、並在來屆選舉中失去議席的總理。（失去議席不能再當總理，他代表的國家黨亦因此被打敗）隨後，沒有一位總理夠膽除掉法定仲裁機關設定薪水的機制，直至霍華德總理為止。但有趣的是，當霍華德總理成功推出《工作選擇》後，他亦步布魯斯總理後塵，成為第二位失去議席的總理。
1930年，仲裁法庭把每週標準工時縮減至四十四小時。經濟大蕭條時，仲裁法庭把基本工資下調百分之十。1947年，仲裁法庭把每週標準工時再縮減至四十小時。
1947年，仲裁法庭再次改革。

### 焊工工人裁决
在1956年的一宗焊工工人訴訟當中，澳洲最高法院裁定，澳洲工業關係委員會不能夠同時行使司法權力。這個裁決清楚展示了澳洲政府制度裡，立法、行政與司法的三權分立制度。裁決完成後，聯邦調解仲裁法庭被一分為二，成為兩個新的機關。第一，聯邦調解仲裁委員會取代了聯邦調解仲裁法庭；第二，司法權力則交予新成立的聯邦工業法庭處理。隨後，聯邦工業法庭歸入了澳洲聯邦法庭內。

### 1973-1988年

#### 澳洲調解仲裁委員會
一個常纏擾仲裁委員會的問題是，什麼才算是一個從屬的僱主與僱員關係呢? 2004年澳洲最高聯邦法院在伊萊克斯有限公司對《澳洲工人工會》的個案當中，在集體談判的前提下，發出以上疑問。結果是，隨後的六個月，澳洲陷入了法律上的混亂，直至六個月後的舒芬納加，梅利橋和拉托貝大學個案才能夠得出結論。

### 1988至現在

#### 澳洲工業關係委員會
1988年的工業關係法案完全撤銷了1904年舊法案的條款，並引入新的條款。新法案將澳洲調解仲裁委員會解散，改稱為澳洲工業關係委員會，並把海事、航室和公共事業機構，列入履蓋範圍。新條款亦容許省立委員會委員，同時可在聯邦委員會中工作。

## 未來方向
2006年，隨着《工作選擇》法例於2005年尾生效，澳洲工業關係委員會的權力被削弱，執政自由黨政府把委員會設定工資的權力，交予澳洲公平工資委員會處理。澳洲工業關係委員會剩餘的權力只包括將加薪裁决機制的現代化、有限的勞資紛爭調解權力和處理不公平解僱個案。
2007年，當時的在野黨澳洲工黨在大選前表示，假如大選勝利，他們會廢除澳洲工業關係委員會。

## 外部連結
- 澳洲工業關係委員會官方網頁 （页面存档备份，存于）